# Айткужин, Алдибай
Алдибай Айткужин, другой вариант фамилии — Айткожин (1902 год, Астраханская губерния — 1952 год) — старший чабан колхоза «Алгабас» Каратюбинского района Западно-Казахстанской области, Казахская ССР. Герой  Социалистического Труда (1948). 
Родился в 1902 году в крестьянской семье в Астраханской губернии. Занимался батрачеством с подросткового возраста. Самостоятельно освоил грамоту. С 1932 года — чабан колхоза «Алгабас» Каратюбинского района. Позднее был назначен старшим чабаном.
В 1947 году бригада Алдибая Айткужина вырастила 492 ягнёнка от 400 овцематок. Средний вес к отбивке составил 42 килограмма. За получение высокой продуктивности животноводства в 1947 году удостоен звания Героя Социалистического Труда указом Президиума Верховного Совета СССР от 23 июля 1948 года с вручением ордена Ленина и золотой медали «Серп и Молот».
Позднее окончил зоотехнические курсы в Каратобе и с 1950 года заведовал овцеводческой фермой колхоза имени Амангельды (бывший колхоз «Алгабас» и в будущем — колхоз имени Калинина) Каратюбинского района.
Скончался в 1952 году.